# Hijo de un jefe (Star Trek: La serie original)
"Hijo de un jefe" es el undécimo episodio de la segunda temporada de Star Trek: La serie original. Es el episodio número 40 en ser transmitido y número 32 en ser producido, fue transmitido por primera vez el 1 de diciembre de 1967. Fue escrito por D.C. Fontana y dirigido por Joseph Pevney.
Resumen: La tripulación del Enterprise se ve envuelta en la lucha por el poder en una tribu de un planeta. 

## Trama
En la fecha estelar 3497.2, la nave estelar USS Enterprise, bajo el mando del capitán James T. Kirk, llega a Capella IV para negociar un tratado minero para extraer topalina. Los habitantes de Capella son descritos por el dr. McCoy como humanoides fuertes y guerreros quienes en promedio miden 2,13 m de estatura, y que a pesar de sus tendencias violentas, poseen un fuerte sentido de la honestidad. McCoy es familiar con la cultura Capellana ya que pasó unos pocos meses de su carrera con la Flota Estelar estacionada en su mundo. Habla su lenguaje y conoce una gran cantidad de sus costumbres. Kirk también sabe que los Capellanos tienen contactos con los klingon, lo que puede complicar las negociaciones.
Kirk se transporta a la superficie del planeta junto con el dr. McCoy, el sr. Spock y un oficial de seguridad, y deja al sr. Scott al mando de la nave. Le advierte que se mantenga alerta y busque naves klingon en el área, ya que éstos pueden tratar de interferir las conversaciones. El temor de Kirk se convierte en realidad ya que tan pronto arriba al planeta se encuentra que un emisario klingon, llamado Kras, ya está presente.
El oficial de seguridad de Kirk reacciona sin pensar, saca su fáser y apunta al emisario klingon, pero el oficial es asesinado inmediatamente por un guardia capellano con su kligat, (pronunciado "Klee-got"), un arma que es parte búmeran y parte daga. Los capellanos ordenan a Kirk y su partida entregar sus armas de la misma forma que hizo el klingon. A pesar de la hostil recepción, los capellanos tratan a la partida como invitados de honor.
Una mujer capellana le ofrece comida a Kirk, pero McCoy logra evitar que Kirk haga contacto físico con un pequeño objeto en forma de bulbo que ella está sosteniendo, ya que tocarla significa que estaría obligado a un combate cuerpo a cuerpo con su pariente masculino más cercano. McCoy le explica a Kirk que los capellanos consideran tales combates como un entretenimiento. Que Kirk evitara el contacto realmente hace enojar al pariente masculino de la mujer, que estaba ansioso de provocar el mortal duelo con el capitán. 
Kirk y el emisario klingon se reúnen con Akaar, el Teer (líder) de las Diez Tribus, y las conversaciones comienzan, con McCoy haciendo de intérprete para los de la Federación. Mientras Akaar parece favorecer la oferta de la Federación sobre la de los klingon, el rival de Akaar parece estar en desacuerdo con éste, especialmente Maab, quien desafía a Akaar. A continuación se produce un golpe de Estado y Maab mata a Akaar, ganando de esta forma el trono y convirtiéndose en el nuevo Teer. Kirk sabiamente toma esto con calma pero el klingon exige que los de la Federación sean asesinados. Maab comienza a menospreciar al klingon, quien muestra temor, y a respetar a Kirk, quien no lo muestra.
Maab ordena la muerte de Eleen, la esposa de Akaar, ya que ella está embarazada, y su hijo sería el siguiente Teer en la línea de sucesión. Cuando Eleen llega a la tienda principal esperando ser asesinada, Maab tropieza y la empuja con la parte plana de su espada, de tal forma que ella cae contra una antorcha encendida y se quema el brazo. Cuando Kirk y McCoy intervienen, Maab se enfurece por el quebrantamiento de la tradición, y hace que encierren a Kirk y su partida junto con Eleen, quien a su vez también está enojada, declarando que estaba preparada para morir. Kirk sonríe sardónicamente, ya que la balanza se ha inclinado en favor de la oferta de los klingon.
Mientras tanto el Enterprise recibe una llamada de auxilio de la SS Deirdre. El sr. Scott saca al Enterprise fuera de órbita para ir en auxilio de la nave, pero cuando llegan a las coordenadas, no encuentran nada. Se da cuenta de que la llamada extrañamente identifica al Enterprise por su nombre, y ninguna nave civil sabría que se encuentra en el área. Dándose cuenta de que ha sido engañado regresa a toda prisa a Capella IV, pero recibe otra señal de auxilio cuando se encuentra en camino, esta vez de la USS Carolina. Scotty la ignora diciendo “engáñame una vez, la culpa es tuya, engáñame por segunda vez, la culpa es mía”, a lo cual Chekov comenta que es un viejo dicho ruso. 
Cuando el Enterprise llega a Capella, Scotty encuentra que una nave de guerra klingon está en órbita alrededor del planeta. Teniendo que enfrentarse a un antagonista fuertemente armado, el Enterprise es incapaz de ayudar a sus tripulantes en la superficie del planeta.
Kirk y su partida, junto con Eleen, logran dominar a sus guardias y escapar a las colinas cercanas. McCoy está preocupado con la quemadura en el brazo de Eleen, e insiste en tocarla para determinar la gravedad de la herida. Ella se resiste y lo abofetea dos veces, muy fuerte, a lo cual McCoy responde abofeteándola. Debido a la naturaleza militarista de su cultura, logra que ella se impresione, y le permite a McCoy que la examine. Descubre que está lista para dar a luz en cualquier momento. Muestra preocupación acerca de su habilidad para atender el parto, dado que los Capellanos no son humanos sino que humanoides, y no podría ser capaz de manejar las complicaciones. La partida logra encontrar una caverna para esconderse. El sendero a la caverna es empinado y rocoso, y Eleen insiste en que McCoy y sólo McCoy la ayude a escalar, a lo que éste comenta “Yo soy un doctor, no un montañista”. Kirk y Spock encienden una fogata y comienzan a construir primitivas flechas y arcos de los materiales disponibles con la idea de defenderse de sus perseguidores.
Maab y sus guerreros, ahora en la pista de sus huellas, se están acercando. Kirk y Spock usan sus comunicadores para crear una frecuencia de resonancia que rompe las rocas sobre sus perseguidores. Causan una avalancha que mata a algunos y bloquea el sendero. Kras usa esta oportunidad para robar un fáser de unos de los caídos capellanos.
Mientras tanto, McCoy se encuentra ocupado con el parto del hijo de Eleen. Ella se niega a que nazca, luchando contra las contracciones, diciendo que no es suyo y que debe morir. McCoy le hace repetir: “es mío”, pero ella lo mal interpreta, y piensa que McCoy está reclamando al niño como propio. Debido a su estado, McCoy no la corrige de su error. El parto es un éxito. Pensando que todo está bien, McCoy agotado se va a dormir, pero en ese momento Eleen lo golpea con una roca dejándolo inconsciente, y sale para rendirse ante Maab. Cuando se encuentra con él, dice que ha matado al bebé junto a los humanos cuando éstos dormían.
Kras se adelanta, y con el arma en la mano, exige ver el cadáver de Kirk para verificar la historia de Eleen, lo que es visto por los otros capellanos como un signo de extrema falta de respeto para la viuda de un Alto Teer. Cuando uno de los capellanos trata de matar a Kras con un kligat, Kras lo vaporiza con el fáser. Kras y los capellanos rápidamente descubren que tanto Kirk como Spock están aún vivos cuando flechas (un arma desconocida en Capella IV) comienzan a caer sobre ellos. Una perfora la rodilla de Kras, éste retorna el ataque con el fáser. A continuación se produce un combate entre Kras, Kirk, Spock y los capellanos. Kras amenaza con matar a cualquier capellano que lo ataque. Maab toma una acción defensiva diciendo que permitirá vivir a Eleen a cambio de su propia muerte. Maab se enfrenta a Kras y es vaporizado. Tal como había sido planeado un guerrero capellano toma ventaja de la distracción y mata a Kras. En ese momento, el sr. Scott y un equipo de seguridad se transportan al lugar y el combate se detiene.
Con el conflicto finalizado, McCoy reúne a Eleen con su hijo. Los capellanos declaran al recién nacido como su líder. Según la tradición, Eleen será la regente hasta que su hijo alcance la mayoría de edad, lo llama Leonard James Akaar y autoriza un acuerdo minero con la Federación. En una rara demostración de emociones, Spock queda sorprendido y supuestamente celoso por el nombre del niño, y cuando Kirk y McCoy comentan acerca de lo maravilloso que es el nombre, Spock declara que los dos “estarán insufriblemente orgullosos durante al menos un mes”.
En el final original escrito por D. C. Fontana, Eleen entrega al bebé para salvarse a sí misma. Los capellanos conservan al niño, ya que es un varón, y la matan. Gene Roddenberry reescribió el final eliminando el final de Fontana.

## Remasterización del aniversario de los 40 años
Este episodio fue remasterizado y exhibido por primera vez el 6 de enero de 2007 como parte de la remasterización por el aniversario de los 40 años de la serie original. fue precedido tres semanas antes por la Las maniobras de la Carbonita y seguido una semana más tarde por El parpadeo de un ojo. Además del audio y video remasterizado, y todas las animaciones de la USS Enterprise realizadas por CGI que es el estándar de todas las revisiones, los cambios específicos para este episodio son:
- Capella IV fue retrabajado para lucir una apariencia más real.
- Las lecturas en el puente de la nave de la llamada de auxilio fueron mejoradas para mostrar un diagrama táctico en vez de un punto de luz en la pantalla.
- La nave klingon fue retrabajada para mostrar un modelo real en vez de una forma brillante.
- Los haces de los fáser y sus efectos de vaporización fueron refinados.